# Leading Tickles
Leading Tickles es un pueblo canadiense situado en la provincia de Terranova y Labrador.

## Superficie
Leading Tickles tiene una superficie de 26,59 km².

## Demografía
En 2021, tenía 296 habitantes, una densidad poblacional de 11,1 hab./km², y 189 viviendas.